# Energía en Islandia

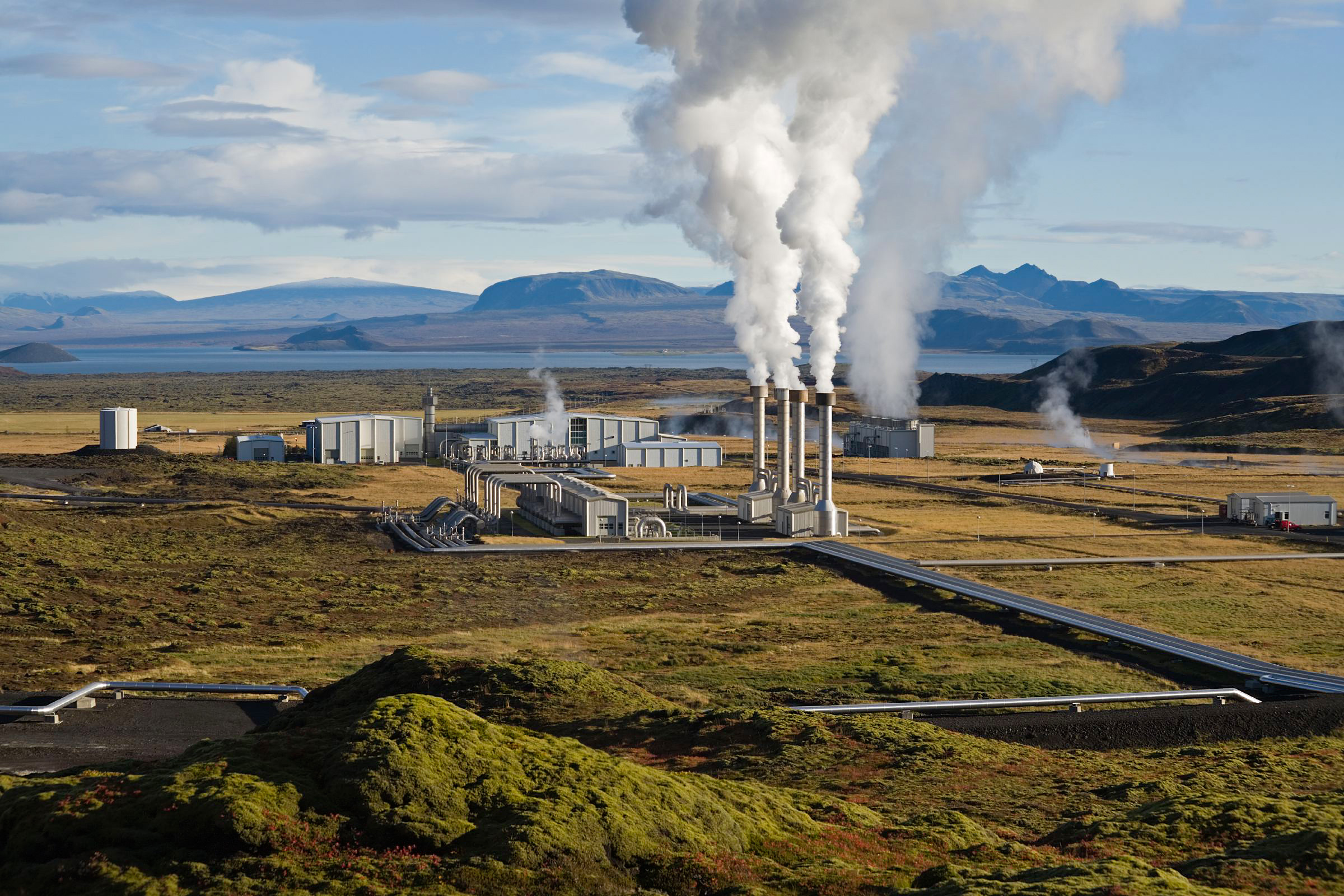
Central geotérmica de Nesjavellir

La energía en Islandia se basa casi por completo en las energías renovables. En 2008 el país produjo 65 444 GWh de energía primaria, de los cuales más del 85 % provenía de fuentes locales de energía renovable. La energía geotérmica proporcionó el 66,3 % de la energía primaria, la hidroeléctrica el 19,1 % y los combustibles fósiles el 14,6 % (12,9 % el petróleo y 1,7 % el carbón).
En 2013 la electricidad producida alcanzó los 18 116 GWh, que fueron generados prácticamente al 100 % por energías renovables —superaron el 99 % en 1982 y han sido casi exclusivas desde entonces—. El 71 % provenía de la energía hidroeléctrica y el 29 % restante de la geotérmica.
Los principales usos de la energía geotérmica son la calefacción de los edificios, con un 45,4 % del consumo geotérmico total, y la producción de electricidad, con un 38,8 %. Alrededor del 85 % de las casas del país se calientan con esta energía.
La mayor parte de las plantas de energía de Islandia son propiedad de Landsvirkjun, la compañía nacional de electricidad y el principal proveedor de electricidad del país.
Islandia es el primer país del mundo en consumo de energía per cápita, con 16,7 tep (194,2 MWh, casi 7 veces más que España), y en consumo de electricidad per cápita, con 53,2 MWh (casi 10 veces más que España). Esto se debe en gran medida a la abundancia de los recursos energéticos disponibles de forma natural.

## Geología

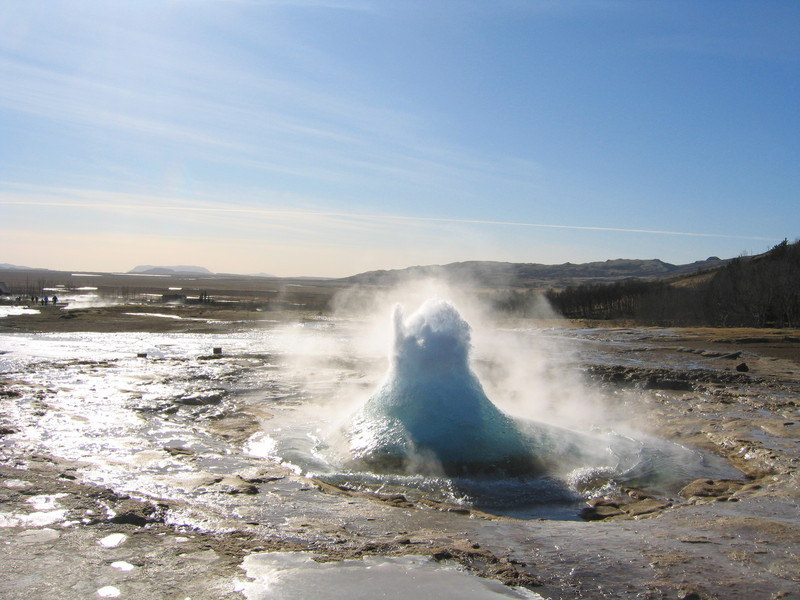
El géiser Strokkur. Situada en la cordillera del Atlántico, Islandia es una de las zonas geológicamente más activas de la Tierra.

La geología de Islandia le permite abastecerse en gran medida de energía renovable. Al encontrarse en la dorsal Reykjanes, resulta ser uno de los lugares, tectónicamente, más activos del mundo. Tiene más de 200 volcanes y más de 600 manantiales de agua caliente, además de unos 20 campos de alta temperatura de vapor —de al menos 150 °C, aunque muchos de ellos alcanzan los 250 °C— que permiten aprovechar la energía geotérmica. Estos campos tienen múltiples usos, desde calentar casas hasta piscinas.
La energía hidroeléctrica se aprovecha a través de los abundantes glaciares, ríos y cascadas del país.

## Energía hidroeléctrica
La primera planta hidroeléctrica la construyó en 1904 un emprendedor local. Estaba situada cerca de Reikiavik y produjo 9 kW de potencia. 
La década de 1950 marcó la siguiente evolución en las centrales hidroeléctricas. Dos fueron construidas en el río Sog, una en 1953 que produjo 31 MW, y otra en 1959, que produjo 26,4 MW. Estas dos centrales se construyeron primero para fines industriales y fueron copropiedad del Gobierno islandés. Este proceso continuó en 1965, cuando se fundó la compañía eléctrica nacional, Landsvirkjun, que fue propiedad tanto del Gobierno de Islandia como del Ayuntamiento de Reikiavik. En 1969 se construyó una planta de 210 MW en el río Þjórsá que abastecería con electricidad a la zona sudeste de Islandia y a una fundición de aluminio capaz de producir 33 000 toneladas al año.
Esta tendencia continuó y el aumento de la producción de energía hidroeléctrica está directamente relacionado con el desarrollo industrial. En 2005, Landsvirkjun produjo 7143 GWh de electricidad, de los cuales 6676 GWh (el 93 %) fueron mediante centrales hidroeléctricas. El 80 % de su producción de electricidad se utiliza en industrias de consumo intensivo como la fundición de aluminio. En 2009 el país construyó su mayor proyecto hidroeléctrico hasta la fecha, una central de 690 MW diseñada para abastecer de electricidad a otra fundición de aluminio, la central hidroeléctrica de Kárahnjúkar, cuya construcción fue muy criticada por los ecologistas debido a sus repercusiones medioambientales.
Otras centrales hidroeléctricas en Islandia son las de Blanda (150 MW), Búrfell (270 MW), Hrauneyjafoss (210 MW), Laxár (28 MW), Sigalda (150 MW), Sog (89 MW), Sultartanga (120 MW), y Vatnsfell (90 MW).
Islandia es el primer país en el mundo en tener una economía alimentada por energías renovables, y todavía quedan grandes cantidades de recursos energéticos sin explotar. En 2002 se estimaba que Islandia solo generaba el 17 % del total aprovechable de la energía hidroeléctrica del país. El Gobierno cree que se podrían producir otros 30 TWh de energía hidroeléctrica cada año, teniendo en cuenta las fuentes que deben permanecer sin explotar por razones medioambientales.

## Energía geotérmica

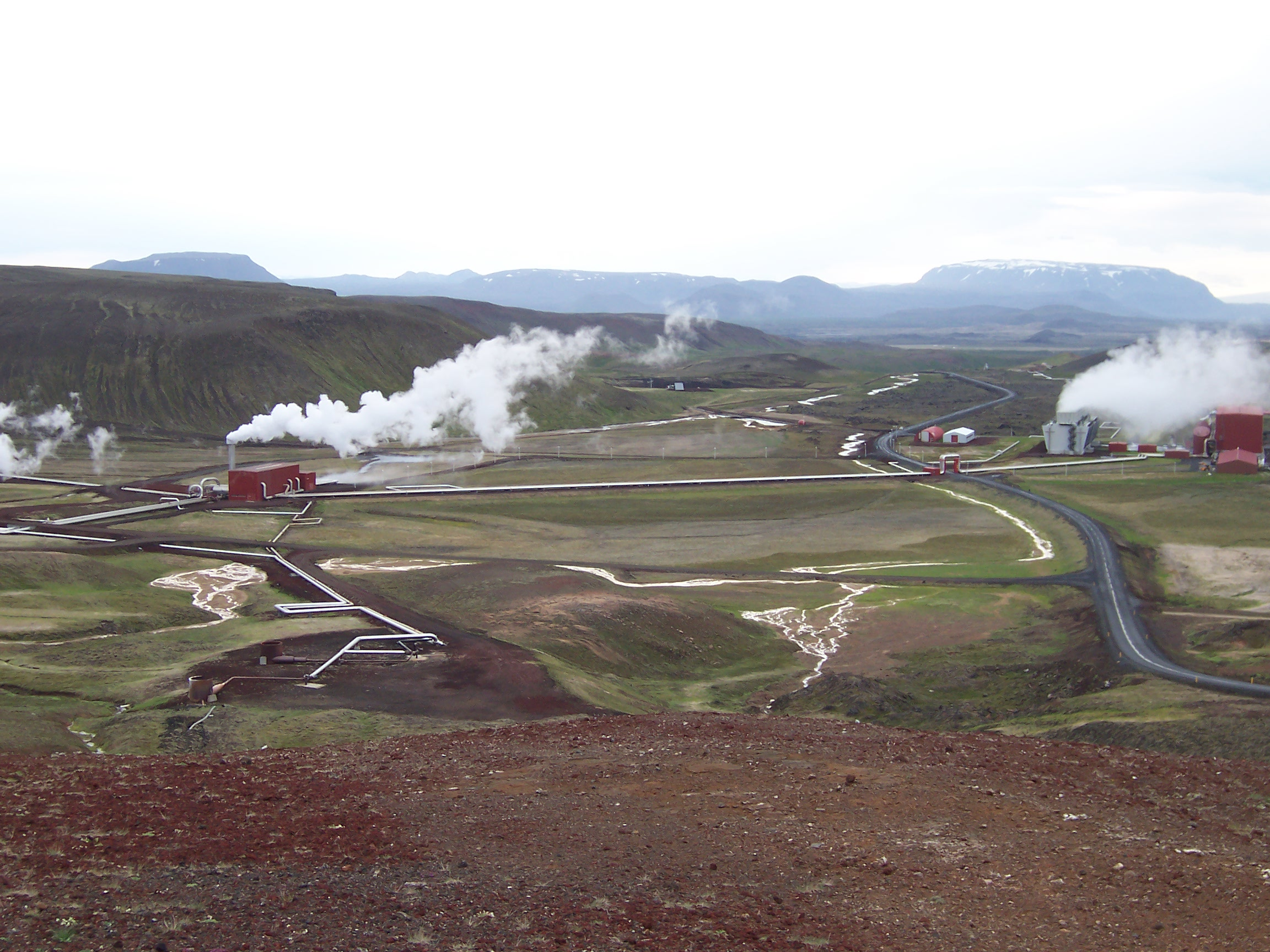
Central geotérmica de Krafla.

Durante siglos, los habitantes de Islandia han utilizado sus aguas termales para bañarse y lavar ropa. El primer uso de la energía geotérmica para calefacción llegó en 1907, cuando un granjero usó un tubo de hormigón desde un manantial caliente que llevó vapor hasta su casa. 
En 1930, se construyó en Reikiavik el primer acueducto que se utilizó para calentar dos escuelas, 60 casas, y los principales hospitales. Era una tubería de 3 km que recorría de uno de los manantiales de agua caliente fuera de la ciudad. En 1943, la primera empresa de calefacción se inició con el uso de la energía geotérmica. Una tubería de 18 km recorrió la ciudad de Reikiavik y en 1945 se conectó a más de 2850 hogares.
En la actualidad la energía geotérmica calienta un 89 % de los hogares y más del 54 % de la energía procede de fuentes geotérmicas. El 57,4 % de la energía geotérmica se utiliza para calentar el ambiente, el 15,9 % para generar electricidad, y el resto en áreas como piscinas, piscifactoría e invernaderos.
El Gobierno de Islandia ha jugado un papel importante en la promoción de la energía geotérmica. En los años 1940, el Gobierno inicia la Autoridad de Electricidad del Estado con el fin de aumentar el conocimiento de los recursos geotérmicos y el aprovechamiento de la energía geotérmica en Islandia. 
En 1967 pasó a llamarse Autoridad Nacional de la Energía (Orkustofnun). Esta agencia ha tenido mucho éxito y ha hecho que sea económicamente viable utilizar la energía geotérmica como fuente de calefacción en muchas áreas diferentes en todo el país. La energía geotérmica ha sido tan exitosa que el Gobierno ya no tiene que llevar la investigación en este campo, ya que ha sido tomado por las industrias geotérmicas.
Las centrales geotérmicas en Islandia son Nesjavellir (120 MW), Reykjanes (100 MW), Hellisheiði (303 MWe, 133 MWt), Krafla (60 MW) y Svartsengi (46,5 MW). La producción de energía térmica para su uso como calefacción redujo las emisiones de dióxido de carbono en un 37 %.
La abundante energía geotérmica de Islandia también ha permitido las iniciativas de energía renovable, tales como carbono internacional para el reciclaje de dióxido de carbono para procesar combustible de metanol, lo que podría ayudar a reducir la dependencia de Islandia sobre los combustibles fósiles.

## Energía solar
| Fuente: NREL |

Islandia tiene unos niveles de insolación bajos debido a su latitud, aproximadamente un 20 % menos que París y casi la mitad que Madrid. En invierno es casi nula. A diferencia de la geotérmica, la energía solar es una fuente no gestionable: el Sol sigue una trayectoria predecible pero incontrolable.
La medición neta abona créditos por el exceso de la electricidad generada en verano para su uso durante el invierno. Si no es posible utilizar la medición neta debido a la ubicación y tampoco se dispone de sistemas de almacenamiento de energía, la instalación adecuada más grande posible para un consumidor es aquella que genera, durante el mes más soleado, igual o menos cantidad de electricidad de la consumida, por lo que el sistema es mucho más pequeño.

## Combustible de hidrógeno
En la actualidad, el petróleo importado cubre la mayoría de las necesidades restantes de energía de Islandia. Bragi Arnason, un catedrático local, fue el primero en utilizar el hidrógeno como combustible durante la década de 1970, en plena crisis del petróleo. 
En un principio, la idea se consideró insostenible. Sin embargo, en 1998 el Parlamento ordenó que los vehículos y las flotas de pesca se convirtieran a motores de hidrógeno producido a partir de energías renovables. Un año más tarde, en 1999, se creó la empresa Icelandic New Energy para liderar el proyecto de transición que permitiera a Islandia convertirse en la primera sociedad basada en el hidrógeno para el año 2050.
Islandia supone un entorno ideal para probar la viabilidad del hidrógeno como combustible para el futuro, dado que es un país pequeño de solo 330 000 habitantes (en 2015), de los cuales más del 64 % vive en su área metropolitana, por lo que la infraestructura necesaria para la transición energética sería de pequeña escala. También hay una gran cantidad de energía natural disponible para producir hidrógeno de forma renovable. Además, Islandia participa en varios programas de investigación desarrollo internacionales sobre el combustible de hidrógeno, y muchos países siguen con interés su progreso. Sin embargo, todos estos factores también lo hacen un país atractivo para los vehículos eléctricos. Puesto que son cuatro veces más eficientes y menos costosos que los de hidrógeno, Islandia podría sustituirlos por vehículos eléctricos.
La electricidad excedente se convierte en bienes exportables y en sustitutos de los hidrocarburos. En 2002 se produjeron 2000 toneladas de gas de hidrógeno por electrólisis, principalmente para la producción de amoniaco para fertilizantes.
La primera estación de combustible de hidrógeno abrió sus puertas en 2003 en Reikiavik. Para evitar dificultades de transporte, el hidrógeno es producido in situ descomponiendo el agua en hidrógeno y oxígeno mediante electrólisis. Toda la energía utilizada para producir el hidrógeno proviene de energías renovables; el ciclo completo de energía, desde el agua hasta el hidrógeno de las pilas de combustible, no emite CO2.

### Del hidrógeno a la electricidad

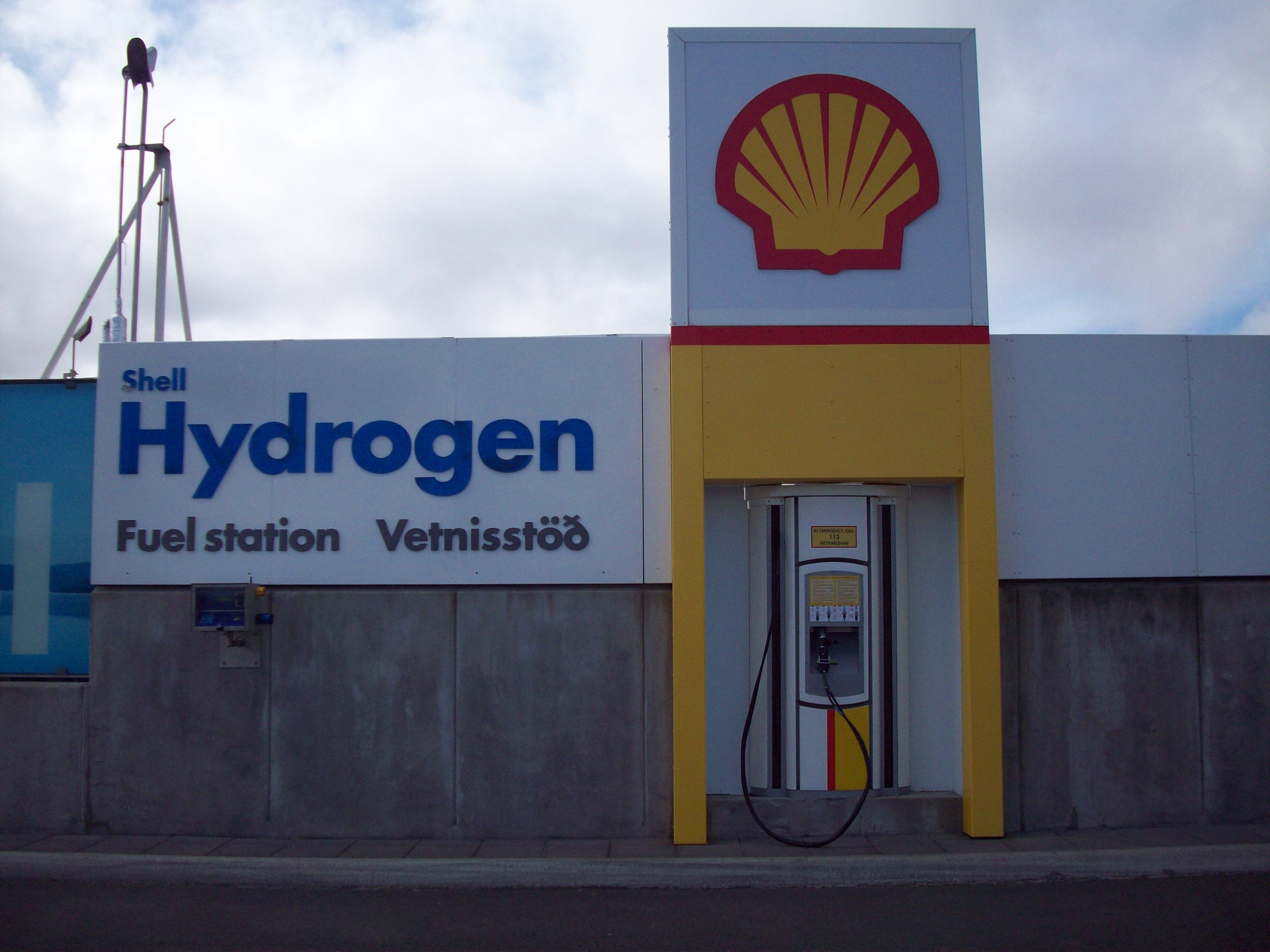
Una estación de llenado de hidrógeno en Reikiavik.

Los coches eléctricos con estaciones de carga ubicadas estratégicamente pueden tener mucho sentido en Islandia, donde el 75 % de los habitantes del país vive a menos de 60 km de la capital.
De momento no se espera que los coches de hidrógeno vayan a ser producidos en masa en ningún lugar del mundo al menos hasta 2015, debido a que los primeros coches eléctricos ya han salido de las líneas de producción en el 2010, y se introducirán en el mercado más rápidamente. La isla podría recorrerse a lo largo de toda la costa a través de la carretera Hringvegur (1339 km) con teóricamente solo 14 estaciones de carga.

## Educación e investigación
Hay varias instituciones educativas que ofrecen una buena educación universitaria en energía renovable:
La Universidad de Islandia, situada en Reikiavik y fundada en 1911, es el mayor centro de investigación en energías renovables del país y posee un cierto renombre en la comunidad científica global. Ofrece casi 300 programas que abarcan la mayoría de los campos de la ciencia: ciencias sociales, ciencias de la salud, humanidades y ciencias e ingeniería. Unos 9700 estudiantes están matriculados en UI y hay cerca de 1000 empleados a tiempo completo.
La Universidad de Reikiavik tiene la misión de crear y transmitir conocimiento, con el fin de aumentar la competitividad de los individuos, las empresas y la sociedad en su conjunto, a la vez que se mejora la calidad de vida de sus estudiantes y del personal. El objetivo es hacer de ella el centro de colaboraciones internacionales de investigación entre Europa y América. Se compone de cinco escuelas: Facultad de Derecho, Escuela de Negocios, Escuela de Salud y Educación, Facultad de Ciencias de la Computación y la Escuela de Ciencia e Ingeniería. Cuenta con más de 3000 estudiantes y 500 empleados a tiempo completo o parcial. Alrededor de la mitad de todos sus profesores son activos en la industria islandesa, y cerca del 10 % son profesores invitados del extranjero.
Keilir-Centro Atlántico de Excelencia, situado en Ásbrú, al lado del Aeropuerto Internacional de Keflavík, ofrece un grado multidisciplinar en ciencias en colaboración con la Universidad de Islandia. La escuela también tiene un centro de investigación de ciencias de la energía.
La Escuela de Ciencias de las Energías Renovables (RES), en Akureyri, ofrece un máster en ciencias enfocado en las energías renovables. El programa se ofrece en colaboración con la Universidad de Islandia y de la Universidad de Akureyri, así como con varias de las principales universidades técnicas en todo el mundo. Las especialidades son: 1. energía geotérmica, 2. pilas de combustible e hidrógeno, 3. biocombustibles y bioenergía, 4. sistemas energéticos y políticas. RES ofrece también programas de verano y cursos individuales en estos campos.
Una de las principales tareas de la Dirección Nacional de Energía de Islandia es llevar a cabo la investigación energética y proporcionar servicios de consultoría relacionados con el desarrollo energético y la utilización de la energía.
Además, varias empresas, públicas y privadas están llevando a cabo una amplia investigación en el campo de la energía renovable, por ejemplo:
- Landsvirkjun la compañía eléctrica nacional, investiga al mismo tiempo sobre la energías hidroeléctrica y geotérmica, además de financiar una importante cantidad de trabajos de investigación en otras instituciones del país.
- Islandia Geosurvey (ÍSOR) es una consultoría pública e instituto de investigación que presta servicios especializados para la industria de la energía islandesa, dedicado principalmente a la geotérmica y la hidráulica.